# Чхве Ынхи
Чхве Ынхи (кор. 최은희?, 崔銀姬?, 20 ноября 1926 — 16 апреля 2018) — южнокорейская актриса. Известна тем, что в 1978 году её вместе с бывшим мужем Син Сан Оком похитили северокорейские спецслужбы.

## Биография
Чхве Ынхи родилась в Кванджу, провинция Кёнгидо, в 1926 году. Карьеру в кинематографе она начала в 1947 году. В 1954 году она вышла замуж за режиссёра Син Сан Ока, вместе с которым основала кинокомпанию «Shin Film». В последующие годы она появилась более чем в 130 картинах, став одной из самых ярких южнокорейских кинозвёзд 1960—1970-х годов.
В конце 1970-х пара рассталась, а карьера Чхве Ынхи пошла на спад. В это время она познакомилась с мужчиной, который представился бизнесменом из Гонконга, и предложил ей создать новую киностудию. По прибытии в Гонконг актриса была похищена и через 8 дней доставлена на виллу в столицу КНДР Пхеньян. Бывший муж актрисы Син Сан Ок отправился на её поиски в Гонконг и тоже был похищен.
Сын лидера КНДР Ким Чен Ир, который позже, в 1994 году, унаследовал страну от отца, был большим киноманом. Он надеялся, что участие южнокорейских кинозвёзд сделает киноиндустрию КНДР конкурентоспособной в мире. Северокорейское руководство заставляло их снимать кино, рассчитывая таким образом развить кинематограф Северной Кореи. В 1984 году Чхве Ынхи и Син Сан Ок вновь оформили брак. В 1985 году их фильм «Соль» был удостоен премии на Московском кинофестивале.
Только после 8 лет пребывания в неволе, в 1986 году паре удалось скрыться. Чхве Ынхи и Син Сан Оку позволили представить свою ленту «Пульгасари» (адаптация Годзиллы) в Вене. Во время поездки паре удалось уйти от охраны и попросить политического убежища в американском посольстве. Их вывезли в США из-за опасений расправы в случае возвращения на родину. В Южную Корею они вернулись только в 1999 году. Чхве Ынхи умерла 16 апреля 2018 года в Сеуле от заболевания почек.
В 2016 году состоялась премьера документального фильма «Влюблённые и деспот», посвященного судьбе Чхве Ынхи и Син Сан Ока.